# Taduhepa
Taduḫepa/Taduchepa bzw. Tadu-ḫepa/Tadu-chepa (akkadisch Ta-du DingirḪe-pa-at, ägyptisch Ta-du Iapa) war die Tochter des mittanischen Königs Tušratta, spätere Nebenfrau des Amenophis III. und wurde nach der mittanischen Göttin Ḫebat benannt.

## Geburtsdatum
Königsprinzessinnen wurden meist im Alter von 12 bis 15 Jahren verheiratet. Daher wird Taduchepa wahrscheinlich zwischen dem 21. und 25. Regierungsjahr des Amenophis III. geboren sein. Eine frühere Ansetzung des Geburttermins und damit verbunden ein höheres Heiratsalter von Taduchepa kann allerdings nicht ausgeschlossen werden.

## Verheiratung mit Amenophis III.
Bevor Taduchepa im 36. Regierungsjahr von Amenophis III. nach Ägypten reiste, erfolgten umfangreiche Verhandlungen über den Brautpreis (EA 19–22). Schon während der laufenden Verhandlungen über den Brautpreis und der folgenden Hochzeit erkrankte wahrscheinlich Amenophis III. und bat später um Zusendung der Gottesstatue der Ištar von Ninive (EA 23):

„Möge es der Sonne gut gehen, ebenso meiner Tochter Taduchepa und der weiteren königlichen Familie. Bezüglich der Statue Ištar möge mein Bruder unbesorgt sein, sie ist schon auf dem Weg.“

## Verheiratung mit Echnaton
Nachdem Amenophis III. verstorben war, wurde Taduchepa mit dessen Sohn und Nachfolger Amenophis IV. (Echnaton) vermählt.